# Кореопсис ланцетовидный
Кореопсис ланцетовидный (лат. Coreopsis lanceolata) — вид травянистых растений рода Кореопсис (Coreopsis) семейства Астровые (Asteraceae). Типовой вид рода.

## Ботаническое описание

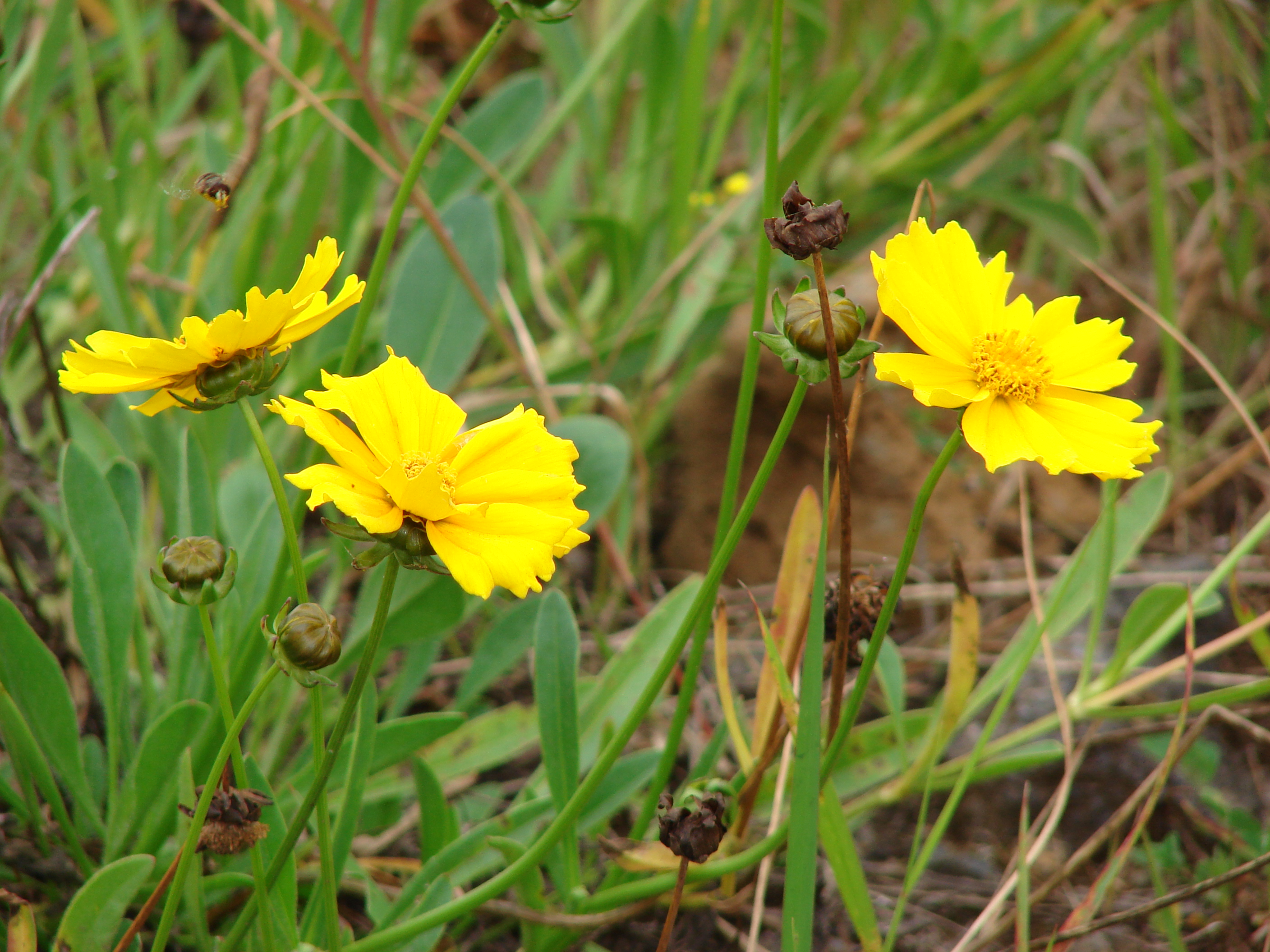
Кореопсис ланцетовидный

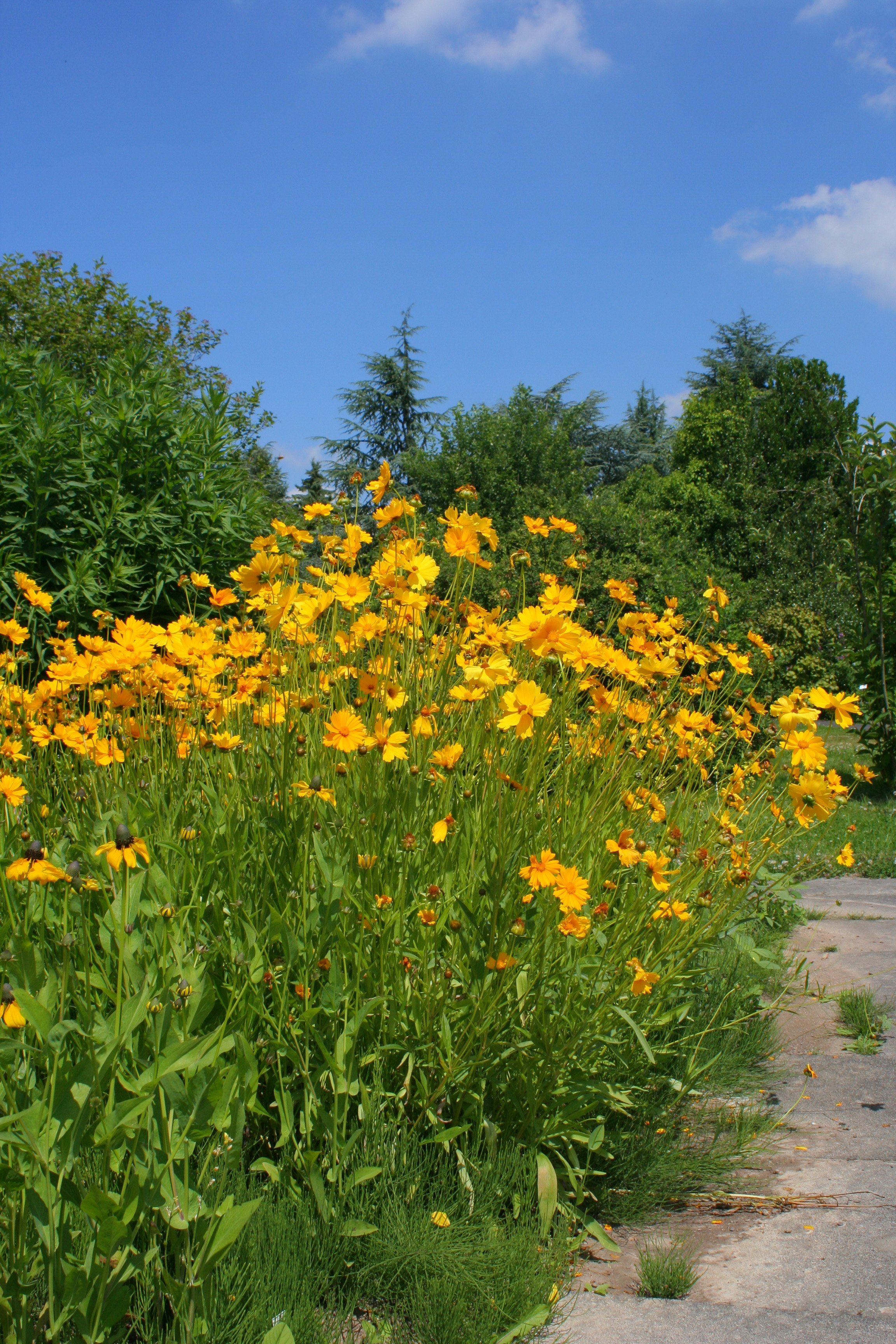
Кореопсис ланцетовидный

Кореопсис ланцетовидный — многолетнее травянистое растение высотой 10—30 см, иногда до 60 см.
Листья — черешковые, ланцетные или почти линейные, к вершине стебля постепенно уменьшаются, размер — 5-12 см × 8-15(-18+) мм, изредка с 1—2 латеральными долями.
Цветки — жёлтого цвета, 1,5—3,0 см в диаметре, лепестки 8—12 мм, диск 6—7,5 мм. Язычковые цветки золотисто-жёлтые до 3 см длиной, трубчатые — тёмно-жёлтые. Цветёт в марте-августе в зависимости от зоны.

## Ареал и местообитание
Растение произрастает на востоке и в центре Северной Америки, а также в некоторых районах западных США, Канады и Мексики. Растёт на песчаных почвах, в кюветах, по краям дорог.

## В цветоводстве
Кореопсис ланцетовидный используется как декоративное растение в цветоводстве с 1724 года.

### Сорта
Некоторые сорта:

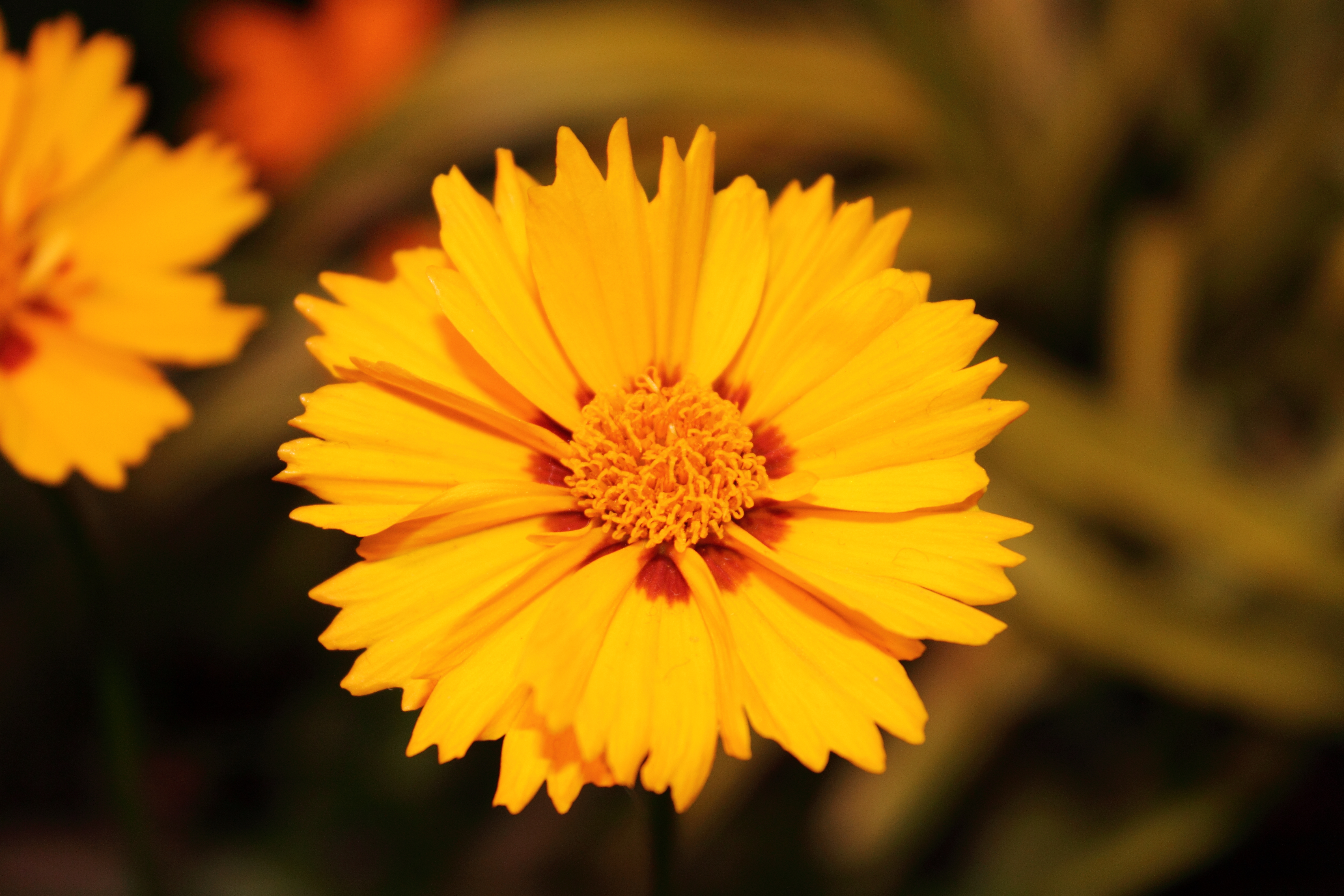
Сорт Little Sundial

- «Гольден Куин» (англ. Golden Queen) — 50-60 см высотой, соцветие до 6 см в диаметре, цветы золотисто-жёлтые.
- «Роткельхен» (англ. Rotkelchen) — соцветия до 5 см в диаметре, язычковые цветки жёлтые, трубчатые цветы — красные.
- «Голдфинк» (англ. Goldfink) — карликовый сорт высотой до 30 см.